# Atarsia
Atarsia, Attarsiya, Atersias, Atresias ou Attarshija foi um rei de Aiaua (Ahhiyawā). Reinou no período entre os séculos XV e XIV a.C., tendo começado seu governo por volta do ano de 1 430 a.C.. Foi muitas vezes associado ao herói grego Atreu.

## Campanha Militar
O Reino de Aiaua (muitas vezes condiderado como parte do domínio aqueu) teria sua capital situada em Milauata (atual Mileto). A cidade também teria sido utilizada como base militar por Atarsia. Foi montado um exército de 100 bigas para atacar povos avassalados ou influenciados pelos Hititas.  O momento mais marcante da sua campanha foi a conquista de Arzaua. Maduatas, rei do povo conquistado, foi forçado a recorrer à ajuda dos Hititas.[carece de fontes?] Para ajudar Maduatas a fugir, o rei hitita teria tornado-o governante de um reino avassaldo ao Império Hitita no oeste da Anatólia. No entanto, Atarsia conseguiu invadir o reino que foi dado ao rei refugiado. Nobres também teriam participado do conflito, embora tal participação tenha sido de menor relevância. É incerto o desfecho do conflito, mas Atarsia teria retirado suas tropas ao fim do conflito e Maduatas teria sido restituído à sua posição de vassalo do rei Hitita.
Mais tarde, Maduatas teria se aliado ao Rei de Aiaua para conquistar Alásia, um reino situado no atual Chipre. No meio desse processo, Povos do Mar, como Luca, ofereceram suporte marítimo. Associações de Aiaua aos Aqueus teriam explicado a presença da cultura e da língua grega na ilha do Chipre.

## Associações
Vários estudiosos, como Emil Forrer, associaram Atarsia ao herói grego Atreu. Isso é atualmente muito discutido como possível, embora ambos os personagens sejam citados com características e personalidades diferentes.
De acordo com o estudioso britânico Martin Litchfield West, é possível que Atreu seria um apelido (provavelmente um encurtamento) para Atarsia. O Hititólogo alemão Albrecht Goetze, Atarsia poderia significar "proveniente de Atreu", podendo se referir a Menelau ou Agamenon.